# The Voidoids
The Voidoids, également connu sous le nom de Richard Hell and the Voidoids, est un groupe américain de punk rock, originaire de New-York. Il est formé par Richard Hell (ex-bassiste de Television et ex-The Heartbreakers) en 1975, qui sera rejoint par Marc Bell (futur batteur des Ramones) et Robert Quine (futur guitariste de Lou Reed).

## Biographie
Le groupe est le premier du genre rock à jouer au club CBGB, ce dernier qui deviendra le repère phare de la scène punk rock de New York,. Hell remuait énergiquement sur scène et portait des vêtements à clous et avait les cheveux en pointe, une mode qui deviendra typiquement punk — en 1975, après un mauvais contrat de management avec les New York Dolls, l'impresario Malcolm McLaren ramène avec lui quelques idées en Angleterre et se chargera de l'image des Sex Pistols.
Des conflits avec Verlaine mènent au départ de Hell de Television en 1975, et il cofonde the Heartbreakers avec le guitariste des New York Dolls Johnny Thunders. Hell ne reste pas longtemps dans le groupe et commence à recruter des membres pour son nouveau groupe. Pour les guitaristes, Hell recrutera Robert Quine et Ivan Julian — Quine était collègue de Hell dans une librairie, et Julian a répondu à une annonce publiée au Village Voice. Ils recrutent le batteur Marc Bell de Wayne County. Le groupe est nommé The Voidoids d'après un ouvrage écrit par Hell. Le mot voidoid est une invention de Richard Hell à partir de void (« vide ») et du suffixe oid, selon une habitude de transformer les mots prise au collège avec Tom Verlaine.
Musicalement parlant, Hell s'inspire de groupes et artistes comme Bob Dylan, The Rolling Stones, The Beatles, du groupe de protopunk The Stooges et leurs pairs new-yorkais The Velvet Underground, un groupe réputé pour son rock 'n' roll aux paroles poétiques. Hell a aussi couvert des groupes de garage rock comme The Seeds et Count Five comme en témoignent la compilation Nuggets: Original Artyfacts from the First Psychedelic Era, 1965–1968 publié en  1972.
Hell écrira la chanson Blank Generation pendant sa période au sein de Television ; il jouera régulièrement dans le groupe jusqu'en 1975, et plus tard avec The Heartbreakers. The Voidoids publient un EP 45 tours, Blank Generation, en 1976 au label Ork Records, qui comprend Blank Generation, Another World et You Gotta Lose. La couverture comprend une photo en noir et blanc de l'ancienne compagne de Hell, Roberta Bayley. Il est un succès underground, et le groupe signe avec Sire Records pour son premier album.

## Membres
- Richard Hell — chant, basse
- Robert Quine — guitare
- Ivan Julian — guitare
- Marc Bell — batterie
- Naux Maciel — guitare
- Frank Mauro – — batterie
- Michael Allison — guitare
- Jody Harris — guitare
- Fred Maher — batterie
- Jahn Xavier (X Sessive) — basse
- Ted Horowitz (Popa Chubby) — basse
- James Morrison  — batterie
- Anton Fier — batterie
- Geoff Freeman — guitare
- Charles Wood — batterie
- Michael Paumgarten — guitare

## Discographie
- 1976 : Another World
- 1977 : Blank Generation
- 1982 : Destiny Street
- 1989 : Funhunt (live)